# Collision Earth – Game Over
Collision Earth – Game Over (Originaltitel Collision Earth) ist ein US-amerikanischer Katastrophenfernsehfilm aus dem Jahr 2020.

## Handlung
Seit längerer Zeit hat die Erde mit sich häufenden einschlagenden Meteoriten zu kämpfen. Die Wissenschaftler allerdings geben Entwarnung und sind sich sicher, dass die Erdatmosphäre den Großteil der Himmelskörper aufhalten wird. Gwen Armstrong, eine gefragte Wissenschaftlerin, vermutet, dass sich inmitten der Meteoritenwolke ein Asteroid befindet. Dieser bremst mit seiner Anziehungskraft die Meteoriten so weit herab, dass ihnen die Erdatmosphäre nicht mehr gefährlich werden kann.
Aufgrund einer vorherigen Falschvorhersage in Russland glaubt ihr niemand. Die Weltmächte entscheiden, die Meteoriten gemeinsam mit einem globalen Atomschlag zu zerstören. Armstrong hält dies für die falsche Option, stellt der Asteroid doch die größere Bedrohung dar. Gwen kontaktiert daher ihren Mann Michael Armstrong, der immerhin verhindert, dass die USA ihr komplettes Atomwaffenarsenal gegen die Meteoriten verschwenden. Er wird von Colonel Singh allerdings als Verräter verurteilt und unter Arrest gestellt. Gwen trifft mit ihrem Team um Kurt und Mara in der Basis ein. Nun kann sie auch Colonel Singh überzeugen und dieser kontaktiert das Pentagon.
Nach einem Meteoritenschauer wird die Basis zerstört und Colonel Singh kommt dabei ums Leben. Gwen stellt fest, dass die Meteoriten Methangas mit sich bringen. Durch Elektrizität will Gwen daraus Plasmaenergie erzeugen. In einem Lockheed Martin F-35 regt Gwen den Stromausstoß an, der zusätzlich die Atomraketen, die sich in der Umlaufbahn des Asteroiden befinden, zum Explodieren bringen. Die daraus resultierende Explosion vernichtet den Himmelskörper.

## Hintergrund
Der Film erschien am 8. März 2020 im Vereinigten Königreich, am 28. April folgte schließlich der Start in den USA als Video-on-Demand. In Deutschland startete der Film am 14. August 2020 in den Videoverleih. Die UCM.ONE GmbH war für den Verleih in Deutschland zuständig.

## Rezeption
„Katastrophenfilm nach Schablone und mit unterirdischen Spezialeffekten, mit dem das Trashfilm-Studio The Asylum einmal mehr besser budgetierten, inhaltlich aber ähnlich unbedarften Werken nacheifert.“

Actionfreunde kritisiert die Spezialeffekte, die Dialoge und die schauspielerische Darbietung. Das Drehbuch wird ebenso kritisiert, ein Großteil des Films werde mit „Automotorreparaturen, gemütliche Autofahrten über Waldwege und lachhaft integrierte Virtual-Reality-Elemente“ überbrückt. Einen weiteren Kritikpunkt stellt die Logik des Films dar. Als Beispiel wird Gwen Armstrong genannt, die trotz fehlender militärischen Erfahrungen einen Lockheed Martin F-35 besser steuern kann als Tom Cruise im Film Top Gun – Sie fürchten weder Tod noch Teufel.
Oliver Armknecht spricht in seiner Filmreview auf Film-Rezensionen über einen grauenvollen Film, der „in vielen Fällen sogar eine Zumutung“ sei. Im weiteren Verlauf werden die schauspielerischen Leistungen, das Drehbuch und die Spezialeffekte bemängelt. Auch stößt negativ hervor, dass „Spannung von vornherein unmöglich“ sei und dass die Filmhandlung „selbst mit größtem Wohlwollen so gar keinen Sinn ergibt“. Final vergibt er 2 von 10 möglichen Punkten und gibt als Fazit an, dass „das hier an allen Ecken und Enden Murks ist. Das unsinnige Drehbuch und die peinlichen Spezialeffekte machen das hier bestenfalls für Trashfans erträglich. Aber auch die werden sich schnell langweilen.“
Aufgrund zu weniger Bewertungen hat der Film auf Rotten Tomatoes keine Wertung. In der Internet Movie Database hat der Film bei über 590 Stimmenabgaben eine Wertung von 2,2 von 10,0 möglichen Sternen (Stand: Juni 2023).